# Беділь Мірза Абдулкадир
Мірза́ Абдулкади́р Беді́ль узб. Mirzo Abdulqodir Bedil (*1644, Азімабад — †5 грудня 1721) — узбецький поет, мислитель і філософ, представник поезії фарсі в індійській літературі. Мав прізвисько «Дехлеві», тобто Делійський.

## Життєпис
Народився у Азімабаді (Індія). Замолоду Беділь був дервішем і маджзубом, знахарем і аскетом. У рваному одязі, босий, напівголодний, а іноді по кілька днів не приймаючи їжі, він поневірявся по країні. Його відвідували марення, він впадав в екстаз і складав свої маснаві, найбільш відомою з яких була «Тілісм-і хайрат» («Талісман осяяння»). Після довгих мандрівок він відійшов від крайніх віровчень і став переконаним прихильником одного з видів суфійського вчення, згідно з яким реально лише буття і першопричина. З часом перебрався до Делі, де потрапив до двору Великих Моголів.

## Творчість
Беділь вважається класиком «індійського стилю». Його образи складні, філософськи глибокі і багатозначні. Прості слова часом складаються в його віршах в найскладніші метафори, надзвичайно глибокі за думкою й красиві за звучанням.
Твори Беділя мали вплив на розвиток таджицької літератур. Його поезія відіграла важливу роль в індо-перській класичній музиці Центральної Азії. Помер у Делі, але згодом перепохований у Кабулі, де перебували його родичі.
Найзначніший з його творів, що входить до збірок «Куллієт», — філософсько-дидактична поема «Ірфон» («Пізнання»). У ній різко критикується тогочасна дійсність. У поемі «Комде і Модан» оспівуються любов, дружба, вірність.
«Дотепи» — твір філософського характеру.
Відомі також його спогади «Чотири елементи».
Творчість Беділя спіткала складна доля. Він не був за життя популярний в Індії — частково тому, що писав на фарсі, почасти тому, що був надзвичайно складний.
Широка популярність прийшла до нього після смерті. У всіх літературах мусульманського світу у XVIII ст. виникає напрям, що отримав назву «беділізм». Він, як правило, охоплювало філософську лірику, складну за змістом і формою, близьку за характером поезії «індійського стилю», з її перевагами та недоліками.
Твори: Рос. перекл. — Комде и Модан. М., 1955.